# Monfumo
Monfumo település Olaszországban, Veneto régióban, Treviso megyében. Lakosainak száma 1310 fő (2023. január 1.). Monfumo Asolo, Cavaso del Tomba, Maser, Castelcucco, Cornuda és Pederobba községekkel határos.

## Népesség
A település népességének változása:
| Lakosok száma | 1386 | 1350 | 1310 |
|               | 2017 | 2018 | 2023 |